# تام جیمز
تام جیمز (انگلیسی: Tom James؛ زادهٔ ۱۱ مارس ۱۹۸۴) قایقران روئینگ اهل بریتانیا است.